# Malý Ľadový štít
Malý Ľadový štít (polonais : Lodowa Kopa) est l'un des pics de la principale crête des Hautes Tatras qui appartient aux montagnes des Carpates occidentales. Il culmine à 2 602 mètres d'altitude.

## Histoire
La première ascension fut réalisée par Johann Heinrich Blasius, Simon Fischer, Gustav Hartlaub et Alexander Keyserling en 1835. 